# Президентские выборы в Таджикистане (2020)
Очередные выборы Президента Республики Таджикистан (тадж. Интихоботи навбатии Президенти Ҷумҳурии Тоҷикистон 2020) состоялись 11 октября 2020 года. Эти выборы (не считая президентские выборы 1990 года в Таджикской ССР) стали шестыми по счёту президентскими выборами в истории независимого Таджикистана.
Для участия в выборах Центральная избирательная комиссия по выборам и референдумам Республики Таджикистан в итоге зарегистрировала пятерых кандидатов — действующего президента и лидера левоцентристов и народных демократов Эмомали́ Рахмо́на, лидера коммунистов Миро́джа Абдулло́ева, лидера социалистов Абдухали́ма Гаффорзода́, лидера аграриев Руста́ма Латифзода́ и лидера экономических реформистов Руста́ма Рахматзода́. Кроме Эмомали Рахмона, остальные четыре кандидата являются действующими депутатами Палаты представителей Высшего собрания Республики Таджикистан.
В марте 2020 года состоялись очередные парламентские выборы в Таджикистане.

## Предыстория
Действующий президент Республики Таджикистан — Эмомали Рахмон занимает свой пост с 16 ноября 1994 года. До этого, Эмомали Рахмон с 27 ноября 1992 года до избрания президентом являлся председателем Верховного Совета Республики Таджикистан, являясь фактическим руководителем государства, так как в этот период в стране была упразднена должность президента. Таким образом, Эмомали Рахмон является главой Таджикистана фактически с 27 ноября 1992 года — то есть уже 30 лет. Он побеждал подряд на четырёх президентских выборах 1994 (59,5 %), 1999 (97,6 %), 2006 (79,3 %) и 2013 (83,9 %) годов. Кроме того, он реформировал президентскую должность в ходе всенародных референдумов в 1999 (продление президентского срока с 5 до 7 лет), 2003 (фактическое обнуление предыдущих сроков) и 2016 (разрешение персонально Эмомали Рахмону баллотироваться президентом неограниченное количество сроков, снижение минимального возраста для президента до 30 лет) годах. Согласно последним поправкам, Эмомали Рахмон отныне может баллотироваться президентом неограниченное количество раз, и с 25 декабря 2015 года носит официальный государственный титул — «Основатель мира и национального единства — Лидер нации», закреплённый Конституцией и законом республики, дающие ему дополнительные преимущества.

## Правила
Порядок выборов президента государства определяется специальным республиканским конституционным законом — «О выборах Президента Республики Таджикистан».
Согласно статье 65 Конституции Республики Таджикистан, президент государства избирается путём тайного голосования сроком на 7 (семь) лет на основе всеобщего, равного и прямого избирательного права. Согласно этой же статье, одно и то же лицо не может быть президентом Таджикистана более двух сроков подряд. Но, по итогам всенародного конституционного референдума 22 мая 2016 года, исключение этого пункта в Конституции сделано только для действующего президента Таджикистана — Эмомали Рахмона, который имеет официальный государственный статус и титул «Основатель мира и национального единства — Лидер нации», правовой статус и полномочия которого определяются специальным конституционным законом.
Согласно этой же, 65-й статье, свою кандидатуру в качестве президента государства может выдвинуть любой гражданин Республики Таджикистан не моложе 30 лет, с законченным высшим образованием, имеющий исключительно гражданство Республики Таджикистан, имеющий оконченное высшее образование, владеющий государственным (то есть таджикским) языком, и постоянно проживающий на территории Таджикистана не менее десяти лет непосредственно перед выборами. Граждане, имеющие непогашенную судимость, или судимость которых не снята в установленном законом порядке (к примеру оправданием или реабилитацией), а также профессиональные служители религиозных организаций и объединений не могут быть зарегистрированы в качестве кандидатов. Это аргументируется защитой безопасности государства, а также принципов секуляризма. Согласно этой же статье, гражданин может быть зарегистрирован в качестве кандидата, если он собрал за выдвижение своей кандидатуры действительные подписи не менее 5 % избирателей — это примерно 212—220 тысяч избирателей.
Согласно статье 66 Конституции Таджикистана, выборы президента Республики Таджикистан считаются состоявшимися, если в них приняло участие более половины (то есть более 50 %) избирателей. Избранным на пост президента кандидат, за которого проголосовало более половины (то есть свыше 50 %) избирателей, принявших участие в голосовании. Согласно статье 67, избранный и действующий президент не вправе занимать любую другую должность, быть депутатом представительных органов, а также заниматься предпринимательской деятельностью.

### Выдвижение кандидатов
Кандидаты на пост президента республики выдвигаются официально зарегистрированными в установленном порядке политическими партиями, Федерацией независимых профсоюзов Таджикистана, Союзом молодёжи Таджикистана на их съездах в соответствии с их уставами, а также Маджлисом (Собранием) народных депутатов (то есть региональных парламентов) Горно-Бадахшанской автономной области, Согдийской и Хатлонской областей, Душанбинским городским Маджлисом народных депутатов, а также специальным собранием представителей Маджлисов народных депутатов городов и районов республиканского подчинения. Норму представительства и порядок организации и проведения собрания представителей депутатов Маджлисов народных депутатов городов и районов республиканского подчинения определяет ЦИК. Каждая политическая партия, Федерация независимых профсоюзов Таджикистана, Союз молодёжи Таджикистана, Маджлисы народных депутатов ГБАО, областей, Душанбе, городов и районов республиканского подчинения могуть выдвинуть от себя только одного кандидата. Решение о выдвижении кандидатов принимается большинством голосов на встрече народных депутатов региональных Маджлисов, а также на съезде партий. Кроме того, вдобавок гражданин может быть зарегистрирован в качестве кандидата, если он собрал за выдвижение своей кандидатуры действительные подписи не менее 5 % избирателей — это примерно 212—220 тысяч избирателей.

### Требования голосующим
Участие на выборах является добровольным, и каждый человек имеет один голос. Право голосовать на выборах имеют граждане Республики Таджикистан, достигшие 18-летнего (совершеннолетнего) возраста до дня выборов, независимо от их пола, национальности, расы, языка, вероисповедания, политических убеждений, образования, социального и имущественного положения. Не имеют право голосовать только те граждане республики, признанные судом недееспособными, осуждённые по приговору суда, или отбывающие наказание в виде лишения свободы.

## Кандидаты

### Официально зарегистрированные кандидаты
| Кандидат             | Партия | Краткая информация |
| -------------------- | --- | --- |
| Абдухалим Гаффорзода | Социалистическая партия Таджикистана                                                                                             | 68 лет. Педагог, лидер социалистов и депутат парламента. Третий раз подряд участвует на выборах. На предыдущих занял предпоследнее пятое место.                                           |
| Миродж Абдуллоев     | Коммунистическая партия Таджикистана                                                                                             | 72 года. Педагог и юрист, лидер коммунистов и депутат парламента. Впервые участвует на выборах.                                                                                           |
| Рустам Латифзода     | Аграрная партия Таджикистана | 59 лет. Инженер-гидротехник и эколог, лидер аграриев и депутат парламента. Впервые участвует на выборах.                                                                                  |
| Рустам Рахматзода    | Партия экономических реформ Таджикистана                                                                                         | 60 лет. Учёный-экономист, лидер экономических реформистов и депутат парламента. Впервые участвует на выборах.                                                                             |
| Эмомали Рахмон       | Народно-демократическая партия Таджикистана, Союз молодёжи Таджикистана, Федерация независимых профсоюзов Республики Таджикистан | 68 лет. Экономист, лидер народных демократов. Действующий президент с 1994 года, глава государства с 1992 года. Участвовал и побеждал подряд на предыдущих четырёх президентских выборах. |

### Предвыборные программы зарегистрированных кандидатов
- Абдухалим Гаффорзода от Социалистической партии Таджикистана. Основной предвыборный лозунг — «Правда несокрушима!». Примечательные пункты предвыборной программы Гаффорзоды: «Повышение уровня жизни каждого гражданина, обеспечение рационального и эффективного использования ресурсов страны для её развития, поддержка промышленности и сельского хозяйства, обеспечение населения рабочими местами с достойной зарплатой и борьба с безработицей, непримиримая борьба с коррупцией, увеличение финансирования сфер образования, науки и здравоохранения, повышение социального статуса учителей, преподавателей и медицинских работников, обеспечение продовольственной безопасности страны путём стимулирования импортозамещения и создания новых предприятий, поддержка матерей-одиночек и сирот, строительство метрополитена в Душанбе, строительство и масштабный ремонт межгородских и внутренних автомобильных дорог, улучшение закона о жилье, во внешней политике сохранять равные и взаимовыгодные отношения со всеми странами, особенно с сопредельными странами»[3].
- Миродж Абдуллоев от Коммунистической партии Таджикистана. Основной предвыборный лозунг — «Каждый получает материальные и духовные блага только честным трудом». В программе Абдуллоева основной упор сделан на «создании социалистического общества на основах социальной справедливости, которое будет отвечать интересам трудящихся». Примечательные пункты его программы следующие: «Восстановление власти рабочих и крестьян в форме советов и народного правительства, полная реформа правоохранительных органов, вооружённых сил, судебной системы и системы юстиции, укрепление национального единства путём внедрения интернационалистических и социалистических идеалов, улучшение инфраструктуры сельской местности и создание там рабочих мест для предотвращения оттока сельчан в города, обеспечение энергетической независимости страны и завершение строительства Рогунской ГЭС, национализация промышленности и возврат коллективной формы собственности, жёсткий контроль за расходованием государственных средств, возврат природных ресурсов и землю исключительно государству, но с возможностью взятия в аренду земли, государственное регулирование производства и сельского хозяйства, полное обеспечение населения бесплатным образованием и медицинским обслуживанием, возврат льгот в коммунальной сфере ветеранам и инвалидам, масштабная реализация строительства доступного жилья для всех слоёв населения, во внешней политике сохранять и развивать дружественные отношения прежде всего со странами бывшего СССР и с Китаем, а также способствовать равным и взаимовыгодным отношениям с остальными странами»[4].
- Рустам Латифзода от Аграрной партии Таджикистана. Основной лозунг — «Достойная жизнь каждому гражданину Таджикистана!». Примечательные пункты его предвыборной программы: «Полное освобождение сельскохозяйственной отрасли от налогов, окончательное урегулирование приграничных споров с соседними странами и полная делимитация и демаркация государственной границы, ускорение вступления Таджикистана в Евразийский экономический союз, создание специального фонда или банка по поддержке сельского хозяйства, привлечение иностранных инвестиций в страну, упор на сотрудничество и кооперацию с развитыми в сельскохозяйственном отношении странами, установление единых стандартов для всех промышленных и производственных предприятий, увеличение заработной платы учителей средних школ как минимум в два раза, борьба с безработицей и коррупцией, узаконение многожёнства, во внешней политике руководствоваться прежде всего экономическими интересами Таджикистана»[5].
- Рустам Рахматзода от Партии экономических реформ Таджикистана. Основной лозунг — «Ускоренное реформирование национальной экономики ради достойной жизни народа!». Его основные пункты программы: «Полная реформа банковской и налоговой систем, и системы государственного администрирования, окончательный переход к индустриально-аграрной модели развития, проведение масштабных институциональных либеральных реформ во всех отраслях экономики, полная реформа аграрного сектора, ускоренный переход на рыночные отношения, ускорение развития частного сектора, формирование совершенно новой денежно-кредитной политики в сельском хозяйстве, формирование экспортоориентированности, развитие и поддержка малого и среднего бизнеса, усиленная борьба с безработицей и коррупцией, выравнивание экономических условий и возможностей регионов, введение адекватного налогообложения, освобождение от налогов предприятий в первый год деятельности, освобождение от налога на прибыль предприятий, построенных с участием иностранного капитала, предоставление льготных кредитов бизнесменам, интенсивное привлечение инвестиций в страну, во внешней политике развивать взаимовыгодные отношения со всеми странами на основе прежде всего экономических интересов Таджикистана»[6].
- Эмомали Рахмон от Народно-демократической партии Таджикистана, Союза молодёжи Таджикистана и от Союза независимых профсоюзов Республики Таджикистан. Основной лозунг его предвыборной кампании — «За устойчивый экономический рост и достойную жизнь людей!». В предвыборной программе Эмомали Рахмона выделены три основные задачи: «В ближайшие годы обеспечить устойчивый рост путём повышения диверсификации и конкурентоспособности экономики, способствовать увеличению в стране доли среднего класса хотя бы до 45 %, достижение уровня социально-экономического роста до уровня стран со средним уровнем дохода». Другие примечательные пункты его программы: «В ближайшие семь лет увеличить вдвое общий объём ВВП и его процент на душу населения, снижение уровня бедности хотя бы до 18 %, снижение зависимости экономики страны от импорта, повышение финансирования и качества услуг в области образования, здравоохранения и социальной защиты населения, постепенное увеличение доходов населения и повышение заработной платы, поддержка предпринимательства, завершение строительства Рогунской и Себзорской ГЭС, международной ЛЭП CASA-1000, реконструкция Нурекской, Кайраккумской и Сарбандской ГЭС, продолжение строительства и реконструкции транспортно-коммуникационной инфраструктуры и создание транспортных транзитных коридоров, реализация проектов по созданию международной оптико-волоконной сети для обеспечения недорогого доступа населения к телекоммуникационным услугам, усиление процесса формирования системы средних и малых городов как центров устойчивого роста в сельской местности, обращение особого внимания к образованию и науке, борьба с безработицей и создание новых рабочих мест путём усиления экономической активности населения и создание конкурентного рынка труда, увеличение финансирования здравоохранения, сохранение и популяризация национального культурного наследия, укрепление единства и мира среди народов, населяющих Таджикистан, защита и поддержка языка и культуры национальных меньшинств, улучшение жизни военнослужащих, жёсткая борьба с коррупцией и преступностью, с терроризмом, экстремизмом и наркоторговлей, во внешней политике поддержка и развитие связей со странами Центральной Азии и СНГ, а также с остальными странами, улучшение имиджа Таджикистана на международной арене»[7].

## Заявившие о своём участии, но не зарегистрированные кандидаты

### От партий
- Саидджафа́р Усмонзода́. Лидер умеренно-оппозиционной Демократической партии Таджикистана и единственный представитель этой партии в парламенте Таджикистана — 59-летний Саидджафар Усмонзода, участвовавший в предыдущих президентских выборах 2013 года, на этот раз не был зарегистрирован и допущен к выборам. Центральной комиссией по выборам и референдумам Республики Таджикистан. Центральная комиссия объяснила это тем, что часть собранных Усмонзодой пописи были признаны поддельными[8]. Саидджафар Усмонзода подавал в комиссию свыше 285 тысяч подписей[8], и заявил, что все подписи являются подлинными, и стал жертвой административного ресурса, не пожелавшего увидеть его в предстоящих выборах. Ряд политологов отмечали, что из всех шести представленных в парламенте партий, только Демократическая партия Таджикистана является наиболее оппозиционной, и участие кандидата от этой партии в президентских выборах 2020 года возможно власти республики сочли нежелательным, и таким образом сняли его с выборов[9]. Лидер таджикских демократов Саидджафар Усмонзода всегда заявлял об острой необходимости кардинальных демократических преобразований в стране, об устранении коррупции и других накопившихся проблем в стране с помощью развития и поддержки гражданского общества, свободы слова и печати, что и отражалось в его предвыборной программе. Другими главными темами в его предвыборной программе были усиление роли парламента, расширение полномочий региональных властей, снижение на 50 % всех видов социальных и коммерческих платежей для населения и бизнеса, борьба с монополиями, переход от обязательного призыва в армию на контрактную службу, поддержка и защита языка и культуры национальных меньшинств, соблюдение свободы вероисповедания на основе секуляризма[10][11][12].

### Самовыдвиженцы
- Кувватали́ Муро́дов. В 2019 году о своём решении участвовать в президентских выборах 2020 года заявлял бывший член Народного фронта Таджикистана, 70-летний Кувватали Муродов. В итоге он отказался от своих намерений, и заявил, что «своим самовыдвижением хотел переломить страх простого населения перед политикой, но теперь „политика страха“ сломила и его из-за давлений со стороны правоохранительных органов». В сентября он дал больше интервью таджикской службе Радио «Свобода», в котором объяснил своё решение, и рассказал о своём видении текущей ситуации[13].
- Иброхимджо́н Юсуфбе́ков. В середине августа работник управления культуры города Пенджикента и член правящей НДПТ Иброхимджон Юсуфбеков отправил заявление на имя спикеров верхней и нижней палат парламента о регистрации своей кандидатуры для участия в предстоящих выборах. Об этом стало известно и СМИ. Юсуфбеков сообщил, что в своём заявлении он написал, что цель его участия в выборах — поддержка действующего президента Эмомали Рахмона. «Я ветеран НДПТ и активный участник гражданского общества. Участвую во всех государственных, политических и культурных мероприятиях города Пенджикента и Зерафшанской долины… Я хочу, чтобы в выборах участвовал либо Лидер нации, либо его сын Рустам Эмомали, и хочу поддержать их, передав им голоса своих сторонников», заявил он. В итоге он не подал документы в ЦИК и не начал кампанию по сбору подписей, и соответственно выбыл из гонки[14][15].
- Фарому́з Ирга́шев. В самом начале сентября беспартийный бывший депутат Маджлиса народных депутатов Горно-Бадахшанской автономной области в 2015—2020 годах, 30-летний адвокат и оппозиционер Фаромуз Иргашев из Хорога заявил, что решил выдвинуть свою кандидатуру на предстоящих президентских выборах. Он участвовал в парламентских выборах весной этого года, но не смог избраться. 4 сентября он должен был дать интервью и рассказать о своём решении, но за несколько минут до интервью, к нему домой пришли сотрудники местного управления ГКНБ Таджикистана. По словами Фаромуза Иргашева, несмотря на указание в законодательстве о том, что на пост президента могут выдвигаться только представители политических партий, профсоюзов и региональных Маджлисов (советов) народных депутатов, в законе нет прямого и однозначного запрета самостоятельно выдвинуть свою кандидатуру на президентских выборах рядового гражданина. По его мнению, если так, то лазейка для самовыдвиженцев теоретически существует, и для этого нужно лишь предоставить ЦИК 245 тысяч подписей для участия в выборах. Фаромуз Иргашев обратился с видеообращением к народу Таджикистана, пообещав в случае своего избрания жёстко бороться с безработицей и коррупцией. «Вместе с простым народом Таджикистана мы должны очистить правительство Таджикистана от чиновников, которые превратили свои рабочие места в личные вотчины, и никого туда не пускают», заявил в том числе Фаромуз Иргашев. Он также заявил, что у него появилось немало сторонников, и он успеет собрать необходимое количество подписей. Его видеообращения стали популярны в соцсетях особенно среди молодёжи. Помимо прочего, Фаромуз Иргашев заявил, что если его не зарегистрируют, то он обратится в международные организации и в ООН[16][17]. В итоге Фаромуз Иргашев не был зарегистрирован для участия в выборах. В ЦИК заявили, что он смог собрать лишь чуть более 83 тысяч подписей, а необходимы минимум 245 тысяч подписей. После этого Иргашев заявил, что решил уничтожить листы с подписями сторонников, чтобы в будущем у них не возникли проблемы с государством. «Я намерен обратиться в Конституционный суд Таджикистана с требованием внести изменения с законодательство о выборах. Согласно нынешним законам, гражданин не имеет право самостоятельно выдвигать свою кандидатуру на пост главы государства, что является нарушением конституционных прав граждан. Необходимо также прекратить практику подтверждения подписей главами городских или районных администраций. Многие из них являются членами правящей партии и могут создать препятствия представителям других политических сил», заявил между прочим он[18].

### Бойкотировавшие выборы
- Рахматилло́ Зойи́ров. Лидер официально зарегистрированной и считающейся реальной оппозиционной Социал-демократической партии Таджикистана заявил, что политсовет СДПТ решил отказаться выдвинуть своего кандидата, и объявляет бойкот этим выборам. По мнению лидера СДПТ и её членов, бойкот и признание их не легитимными, антиконституционными и антинародными были сделаны не просто. По их мнению, «во-первых, назначение даты выборов на 11 октября, а не 6 ноября противоречит Конституции. Во-вторых, президент не имеет права возглавлять партию, а Рахмон возглавляет официально. По закону, если кандидат был членом какой-либо партии, а затем был избран президентом, то он должен приостановить свое членство в ней. В-третьих, законы республики гласят, что членами партии не могут быть представители судебной системы, органов внутренних дел, органов безопасности или Совета юстиции, а президент является главнокомандующим Вооружёнными силами, что противоречит 17-й главе 17 Конституции. В-четвертых, по закону, представители политических партий не могут быть членами центральной и местных избирательных комиссий, но несмотря на это, их состав открыто формируется за счет представителей исполнительной власти и правящей НДПТ. Хорошо известно, что из 31 тысяч членов центральной и местных избирательных комиссий, свыше 25 тысяч являются членами НДПТ». По их мнению, выборы являются «спектаклем» для наивных граждан и международного сообщества по имитации демократии и свободных выборов, его результаты заранее известны в пользу действующего президента, и участие в них является бессмысленным и пустой тратой средств и нервов[19][20][21][22]. 22 сентября неизвестные напали и избили Рахматилло Зойирова недалеко от его дома, и он получил травмы и повреждения. Это не первое нападение на него со стороны неизвестных[23].
- Выборы призвали бойкотировать населению и партиям Таджикистана пребывающие вынужденно в эмиграции оппозиционные «Партия исламского возрождения Таджикистана, Группа 24», Национальный альянс Таджикистана, Движение «Молодёжь Таджикистана за возрождение Таджикистана», Форум свободомыслящих Таджикистана, Движение за реформы и прогресс, Конгресс конструктивных сил Таджикистана, ряд таджикских оппозиционеров, диссидентов и правозащитников[24].

### Считавшиеся возможными кандидатами
Руста́м Эмомали́. Ещё задолго до этих президентских выборов, ряд политологов и экспертов предполагали и не исключали версию, согласно которой действующий президент — на момент выборов 68-летний Эмомали Рахмон возможно не станет выдвигать в очередной раз свою кандидатуру, и выдвинет от себя в качестве своего преемника родного сына — 32-летнего Рустама Эмомали, сам уходя в покой и становясь пожизненным членом Национального совета (Маджлиси Милли) Высшего собрания (Маджлиси Оли) Республики Таджикистан в качестве экс-президента, с сохранением официального государственного титула — «Основателя мира и национального единства — Лидера нации». Этому поступку могло бы заставить Эмомали Рахмона как предполагалось недавние смены властей в других соседних странах — в Узбекистане в 2016, в Кыргызстане в 2017 и в Казахстане в 2019 годах, в качестве имитации смены власти и в Таджикистане в глазах народа. Передача своей власти именно сыну, а не одному из ближайших соратников, политологи объясняли бо́льшим доверием Рахмона к своему сыну, нежели соратникам. Другим косвенным признаком передачи власти от отца к сыну были довольно заметные изменения в Конституцию Республики Таджикистан по итогам конституционного референдума 2016 года, в числе которых было к примеру снижение минимального возраста для кандидатов на пост президента страны с 35 до 30 лет, в аккурат к 30-летию Рустама Эмомали. Но этого не произошло, и по мнению политологов, Эмомали Рахмон решил и в этот раз сам пойти президентом, оставив сына как запасной вариант в следующих выборах, или в качестве замены в случае своей тяжелой болезни или внезапной смерти.

## Избирательные округа
По всей стране будут работать четыре тысячи избирательных участков. Будут развёрнуты 68 избирательных округов на территории Таджикистана, а также заграничный избирательных округ. В дипломатических представительствах Республики Таджикистан в 29 странах будут работать избирательные участки: в Австрии, Азербайджане, Афганистане, Белоруссии, Бельгии, Великобритании, Германии, Египте, Индии, Иране, Казахстане, Катаре, Китае, Кувейте, Кыргызстане, Малайзии, ОАЭ, Пакистане, России, Саудовской Аравии, США, Туркменистане, Турции, Узбекистане, Украине, Франции, Швейцарии, Южной Корее и Японии. На территории Российской Федерации избирательные участки будут функционировать в пяти диппредставительствах Таджикистана в Москве, Санкт-Петербурге, Новосибирске, Екатеринбурге и Уфе.

## Наблюдатели и освещение
За выборами будут наблюдать всего 122 наблюдателя от ОБСЕ, СНГ, ШОС и различных стран, аккредитованных Центральной избирательной комиссией по выборам и референдумам Республики Таджикистан. Также будут несколько тысяч внутренних наблюдателей. Для освещения выборов были аккредитованы около 260 журналистов — как местных, так и зарубежных. Для обслуживания и помощи избирательным участкам в день выборов, со стороны государства были зарегистрированы свыше десяти тысяч волонтёров, состоящих в основном из студентов и бюджетников, а также активистов партий.
Выборы и предвыборную кампанию активно освещают как государственные, так и независимые СМИ, действующие на территории Таджикистана, а также таджикоязычные службы иностранных СМИ. Кроме того, к президентским выборам в Таджикистане активно обращают внимание СМИ стран постсоветского пространства, Ирана, Афганистана, Китая.

## Условия в связи с коронавирусной пандемией
В связи с условиями пандемии COVID-19, Министерство здравоохранения Республики Таджикистан выпустило специальную инструкцию о соблюдении санитарно-эпидемиологических норм во время голосования на президентских выборах. Согласно инструкции, все избирательные участки должны быть размещены в просторных помещениях, где есть возможность разместить столы и аппаратуру на расстоянии 1,5-2 метра друг от друга. Перед началом открытия участков, будет проводиться полная дезинфекция как самого зала для голосований, так и вспомогательных помещений участков типа туалетов, комнат отдыха и столовых. Дезинфекция также будет проводиться в течение дня несколько раз, каждые 3-4 часа, а также будет проводиться проветривание помещений каждые 2-3 часа. Участки должны будут обеспечены дозаторами с дезинфицирующей жидкостью, мылом, одноразовыми масками, одноразовыми салфетками или электрическими сушилками для рук, бесконтактными термометрами и при необходимости одноразовыми перчатками и ручками. На полу будут сделаны соответствующие разметки о социальной дистанции. Голосующие должны будут показывать свой паспорт не передавая его в руки членам избирательной комиссии. Как голосующие, так и работники избирательного участка, наблюдатели и журналисты будут обязаны находиться в маске, и желательно в перчатках. Люди с температурой тела выше нормы не будут допущены внутрь участка. На территории участков будут запрещены также любые физические контакты людей (рукопожатия, объятия, общение на близком расстоянии). Работники участков будут обязаны менять маски и перчатки каждые 2-3 часа, регулярно обрабатывать руки и измерять температуру.

## Мнения о выборах и критика
- Некоторые таджикские мигранты считают, что их голоса ничего не решают в выборах, и смена власти невозможна в Таджикистане путём выборов в таких условиях и при таком режиме[34]. Некоторая часть бедных слоёв населения выражают надежду, что после выборов их положение хотя бы немного улучшится[35].
- По мнению экспертов, выборы в сегодняшнее время не вызывают общественного интереса у рядовых таджикистанцев, которые относятся к выборам скептически и с недоверием, так как «известно кто победит»[36].
- Большинство независимых экспертов считают, что соперники Эмомали Рахмона, допущенные на предстоящих президентских выборах являются «управляемыми кандидатами-марионетками», которые не будут выходить за установленные властями рамки. Но сами кандидаты не согласны с этим мнением, и называют это необоснованной клеветой и прямым оскорблением[37].
- Текущие президентские выборы в Таджикистане также критикуются из-за того, что все пять кандидатов являются довольно взрослыми по возрасту. Самому молодому кандидату 59 лет, а самому старшему 72 года[38].

## Протестные настроения
После объявления о дне проведения президентских выборов, внесистемная таджикская оппозиция, большинство которой пребывает за границей, начала призывать население к протестным акциям, сравнивая эти выборы и ситуацию в Таджикистане с белорусскими президентскими выборами, и последующими протестами в этой стране. Оппозиция призывает также как и в Белоруссии, устраивать мирные акции против режима Эмомали Рахмона. По мнению оппозиции, эти выборы являются «спектаклем», и его результаты заранее определены в пользу действующего президента, которому в качестве соперников зарегистрированы только лояльные или в целом лояльные властям личности. Бойкотировать выборы население призвал также лидер единственной официально зарегистрированной в Таджикистане реально оппозиционной Социал-демократической партии Таджикистана Рахматилло Зойиров.
В государственных телеканалах и других СМИ началась кампания по очернению реальной оппозиции, пребывающей как внутри страны, так и за границей. После парламентских выборов 4 октября в соседнем Кыргызстане, и начала в этой стране массовых протестов и беспорядков, власти Таджикистана ещё больше начали переживать на счёт возможных протестных акций в день президентских выборов, или после оглашения его результатов. Между тем, провластные политологи в своих выступлениях отмечают, что протестные настроения среди населения не столь высоки, чтобы начались реальные выступления на улицах и площадях. Один из политологов отмечает, что «протестные акции и митинги недовольных итогами президентских выборов в Таджикистане невозможны, так как большинство жителей республики помнят гражданскую войну 1992—1997 годов, и вдобавок это невозможно из-за тех возможностей, которые есть у силовых и правоохранительных органов страны для подавления массовых акций». В связи с президентскими выборами, перед, во время и после выборов, все правоохранительные органы Таджикистана (ГКНБ и МВД) будут переведены на усиленный режим несения службы для предотвращения терактов и провокаций, нарушений общественного порядка, посягательств на национальную и государственную безопасность. Избирательные участки будут взяты под усиленную охрану, на улицах будут нести интенсивное патрулирование силовики, на въездах в населённые пункты будут проводиться проверки въезжающих автомобилей и людей.
Между тем, 7 октября депутат и первый заместитель председателя комитета Государственной думы Российской Федерации по делам СНГ единоросс Виктор Водолацкий заявил, что в период президентских выборов «в Таджикистане не будет проблем, как в других республиках СНГ», и выборы пройдут спокойно.

## Скандалы
В феврале 2019 года на пресс-конференции, заведующая орготделом Комитета по делам женщин и семьи Республики Таджикистан Махбуба Азимова на вопрос журналистки таджикской службы Радио «Свобода» о вероятности возможного участия таджикских женщин в предстоящих президентских выборах 2020 года ответила таким образом: «Чего нам [женщинам] не хватает? Разве мы [женщины] должны бросать вызов Лидеру нации, который избран народом и является самым достойным? Женщины должны быть безмерно благодарны главе государства, нашему Лидеру нации, его превосходительству, многоуважаемому Эмомали Рахмону за его заслуги в повышении роли женщин в обществе». Такой ответ вызвал остро негативную реакцию в среде либеральной оппозиции Таджикистана, местных феминисток, журналистов и части интеллигенции. По их мнению: «Заявление чиновницы — оскорбление всех женщин, так как помимо этической стороны её ответа, есть чёткие определения равноправия мужчин и женщин в Конституции Таджикистана». Ответ чиновницы также резко осудила известная таджикская правозащитница и диссидентка Ойнихол Бобоназарова. До сих пор, в истории Таджикистана пока ни разу кандидат-женщина не была зарегистрирована в качестве кандидата в президенты.

### Комментарии
1. ↑  Эмомали Рахмон также одновременно выдвигается от Союза молодёжи Таджикистана и от Союза независимых профсоюзов Республики Таджикистан